# Michael T. Martin
Michael Thomas Martín (Baltimore, 2 de diciembre de 1961) es un prelado católico estadounidense que fue nombrado obispo de la diócesis de Charlotte en abril de 2024. Sacerdote de la Orden de los Frailes Menores Conventuales, anteriormente trabajó como maestro y administrador de escuela secundaria, párroco y párroco, y capellán universitario.

## Biografía

### Primeros años de vida
Martin nació el 2 de diciembre de 1961 en Baltimore, Maryland, hijo de Beverly Beatty y Donald Martin, y asistió a la escuela secundaria en Archbishop Curley High School . Ingresó al noviciado de los Franciscanos Conventuales en Ellicott City, Maryland, en agosto de 1979 y profesó sus votos solemnes el 2 de agosto de 1985. Mientras tanto, obtuvo una licenciatura en filosofía del Saint Hyacinth Seminary en Granby, Massachusetts, una licenciatura en Sagrada Teología de la Universidad Pontificia de San Buenaventura en Roma y una maestría en educación del Boston College. Fue ordenado sacerdote el 10 de junio de 1989 por el obispo John Huston Ricard en la iglesia San Casimiro, Baltimore.

### Sacerdocio
Después de su ordenación, Martin trabajó como profesor y entrenador en Saint Francis High School en Athol Springs, Nueva York, de 1989 a 1994, y luego desempeñó funciones similares y, finalmente, como director y presidente de Archbishop Curley High School de 1994 a 2010, liderando una campaña de capital de $ 7 millones y aumentar su inscripción después de una disminución a lo largo de la década de 1990. Por su trabajo en este colegio recibió la medalla Pro Ecclesia et Pontifice en 2007.
De 2010 a 2022, se desempeñó como director del Centro Católico de la Universidad Duke, que atiende a aproximadamente 2500 estudiantes católicos que estudian en la institución.
Desde 2022 hasta abril de 2024, fue pastor de la Iglesia St. Philip Benizi en Jonesboro, Georgia.

### Episcopado
El 9 de abril de 2024, el papa Francisco aceptó la renuncia del obispo Peter Jugis de Charlotte debido a problemas renales «crónicos pero que no ponen en peligro su vida» y nombró a Martin como su sucesor.
Con este nombramiento, los franciscanos conventuales se convirtieron en la comunidad religiosa más representada entre los obispos activos de los Estados Unidos, siendo los otros John Stowe de la Diócesis de Lexington y Gregory Hartmayer de la Arquidiócesis de Atlanta.
La consagración episcopal de Martin está programada para el 29 de mayo en la iglesia católica St. Mark en Huntersville, Carolina del Norte.